# Javier Hussein
Javier Ignacio Hussein (Santo Tomé, Provincia de Santa Fe, Argentina; 16 de mayo de 2000) es un futbolista argentino. Juega como mediocampista ofensivo y su primer equipo fue Unión de Santa Fe. Actualmente milita en San Vito Positano de la Eccellenza de Italia.

## Trayectoria
Nacido en Santo Tomé, a pocos kilómetros de la capital santafesina, Javier Hussein comenzó a jugar desde muy chico en Unión. Luego de realizar todas las divisiones inferiores, se hizo de un lugar estable en el equipo de Reserva y gracias a sus destacados rendimientos logró que el club le firmara su primer contrato.
A principios de 2022 el entrenador Gustavo Munúa lo llevó a la pretemporada con el plantel profesional y además lo incluyó en la lista de buena fe para la Copa Sudamericana. Si bien integró el banco de suplentes en un par de ocasiones, no tuvo la chance de sumar minutos oficiales con la camiseta rojiblanca.
Ese mismo año fue cedido a préstamo a Central Norte de Salta, donde hizo su debut como profesional el 11 de junio en la derrota 1-0 ante Racing de Córdoba: ese día ingresó a los 22 del ST en reemplazo de Juan Manuel Carrizo.
Jugó también en Juventud de Esperanza, Defensores de Belgrano de Villa Ramallo y Sapri Calcio de Italia.

## Clubes
- Actualizado al 30 de junio de 2024

| Club                        | Div.                | Temporada           | Liga | Liga | Copa Nacional | Copa Nacional | Copa Internacional | Copa Internacional | Total | Total |
| Club                        | Div.                | Temporada           | PJ   | G    | PJ            | G             | PJ                 | G                  | PJ    | G     |
| --------------------------- | ------------------- | ------------------- | ---- | ---- | ------------- | ------------- | ------------------ | ------------------ | ----- | ----- |
| Unión Argentina             | 1.ª                 | 2022                | -    | -    | 0             | 0             | 0                  | 0                  | 0     | 0     |
| Unión Argentina             | Total               | Total               | -    | -    | 0             | 0             | 0                  | 0                  | 0     | 0     |
| Central Norte (S) Argentina | 3.ª                 | 2022                | 10   | 0    | -             | -             | -                  | -                  | 10    | 0     |
| Central Norte (S) Argentina | 3.ª                 | 2023                | 0    | 0    | -             | -             | -                  | -                  | 0     | 0     |
| Central Norte (S) Argentina | Total               | Total               | 10   | 0    | -             | -             | -                  | -                  | 10    | 0     |
| Juventud (E) Argentina      | 4.ª                 | 2023/24             | 7    | 6    | -             | -             | -                  | -                  | 7     | 6     |
| Juventud (E) Argentina      | Total               | Total               | 7    | 6    | -             | -             | -                  | -                  | 7     | 6     |
| Defensores (VR) Argentina   | 3.ª                 | 2024                | 3    | 0    | -             | -             | -                  | -                  | 3     | 0     |
| Defensores (VR) Argentina   | Total               | Total               | 3    | 0    | -             | -             | -                  | -                  | 3     | 0     |
| Sapri Calcio · Italia       | 6.ª                 | 2024/25             | ?    | ?    | -             | -             | -                  | -                  | ?     | ?     |
| Sapri Calcio · Italia       | Total               | Total               | ?    | ?    | -             | -             | -                  | -                  | ?     | ?     |
| San Vito Positano · Italia  | 5.ª                 | 2025/26             | 0    | 0    | -             | -             | -                  | -                  | 0     | 0     |
| San Vito Positano · Italia  | Total               | Total               | 0    | 0    | -             | -             | -                  | -                  | 0     | 0     |
| Total en su carrera         | Total en su carrera | Total en su carrera | 20   | 6    | 0             | 0             | 0                  | 0                  | 20    | 6     |